# Dobřejovice (Hosín)
Dobřejovice (dříve, a hovorově dodnes Dobřejice, německy Dobeschejowitz) jsou vesnice, část obce Hosín v okrese České Budějovice v Jihočeském kraji. Nachází se asi 3,5 kilometru severně od Hosína. Je zde evidováno 131 adres. V roce 2011 zde trvale žilo 235 obyvatel.
Dobřejovice leží v katastrálním území Dobřejovice u Hosína o rozloze 20,45 km².

## Historie
Poblíž vesnice bývalo v době bronzové hradiště. První písemná zmínka o vesnici pochází z roku 1490, kdy patřila ke hradu Hluboká. V 19. století se u Dobřejovic těžilo uhlí.

## Přírodní poměry
Severně od vesnice leží přírodní rezervace Libochovka. Na části katastrálního území je evropsky významná lokalita a ptačí oblast Hlubocké obory.

## Obyvatelstvo
| Rok            | 1869 | 1880 | 1890 | 1900 | 1910 | 1921 | 1930 | 1950 | 1961 | 1970 | 1980 | 1991 | 2001 | 2011 | 2021 |
| -------------- | ---- | ---- | ---- | ---- | ---- | ---- | ---- | ---- | ---- | ---- | ---- | ---- | ---- | ---- | ---- |
| Počet obyvatel | 370  | 451  | 464  | 449  | 467  | 470  | 435  | 355  | 340  | 277  | 235  | 192  | 193  | 235  | 288  |
| Počet domů     | 55   | 69   | 71   | 71   | 72   | 74   | 86   | 93   | 86   | 86   | 74   | 90   | 100  | 110  | 128  |

## Obecní správa
Od vzniku obecního zřízení roku 1850 do roku 1964 byly Dobřejovice samostatnou obcí, od roku 1964 jsou částí obce Hosín. V roce 1923 byl název úředně změněn z Dobřejic na Dobřejovice. V letech 1850–1868 pod Dobřejovice patřily Chotýčany.

## Pamětihodnosti
Na vrchu Hradec se severně od vesnice nachází hradiště Hradec u Dobřejovic ze starší doby bronzové. K památkově chráněným objektům patří také jedenáct různých mohylníků.

## Osobnosti
- František Franěk, účastník protinacistického odboje